# Roberto Maretto
Roberto Maretto (Cadoneghe, 5 aprile 1892 – Padova, 7 febbraio 1942) è stato un aviatore italiano.

## Biografia

### Origini
Roberto Maretto nacque a Cadoneghe, nella storica casa dei Maretto in via Bagnoli, da Pietro (1859-?) e Luigia Benetti (1864-1933). Nacque da un parto gemellare ma il fratello Fioravante morì meno di un mese dopo. Imparentato con la famiglia Pintonello grazie alla nonna paterna, è cugino di secondo grado di Arrigo e Achille Pintonello.
Era un bambino molto intelligente tanto che veniva assistito dal parroco del paese facendogli svolgere varie attività. A nove anni andò alle officine Ansaldo di Gioia del Colle per imparare a riparare motori.
Aveva prestato servizio militare prima in Artiglieria e poi come motorista in Aviazione: nel 1917 al campo scuola di Gioia del Colle, nel 1918 in zona di operazioni presso una squadriglia di Sva. Raggiunse il grado di maresciallo maggiore e prestò servizio prevalentemente nelle squadriglie di ricognizione e al reparto Alta velocità di Desenzano distinguendosi sempre per coraggio, abnegazione e senso del dovere.

### Il Raid Roma-Tokio
Fece parte della squadriglia di Sva 9 dell’Aeronautica italiana che aveva portato a termine il famoso Raid Roma-Tokyo del 1920.
In preparazione al Raid, dai racconti del vicino Pietro Bortoletto (detto Piero Doro), ricevette nella sua casa di Cadoneghe Gabriele D’Annunzio - ideatore dell’impresa - al quale venne preparato un piatto tipico della tradizione: pasta e fagioli. Dopo la riuscita dell’impresa lo stesso D’Annunzio elogiò i piloti, tra cui ovviamente Maretto.
Il 14 febbraio 1920 si imbarcò come motorista sullo Sva pilotato dal tenente Guido Masiero che decollò da Centocelle facendo rotta per Tokyo assieme ad un altro Sva. Dopo 100 giorni di viaggio, in cui gli equipaggi attraversarono l’intero continente asiatico superando avversità di ogni tipo, meteorologiche ed umane, dovendo provvedere con mezzi rudimentali a riparazioni meccaniche al limite dell’impossibile, i due aerei atterrarono all’aeroporto di Tokyo il 31 maggio, accolti da un mare di folla. 
(Roberto Maretto nel suo diario di viaggio)

### Vita privata e morte
Il 7 maggio 1923 Roberto Maretto sposò a Vigonza Maria Levorato, dalla quale ebbe due figli: Giampiero (?-2010) ed Erminia (1924).
Morì il 7 febbraio 1942 all’ospedale militare di Padova per malattia contratta in servizio. Riposa presso il cimitero di Cadoneghe, volontà che espresse lui stesso prima di morire.
A proposito del padre la figlia Erminia, intervistata ormai novantaseienne per un documentario nel 2020, disse:
(Erminia Maretto)

## Celebrazioni
A lui è stata intitolata l’ex scuola elementare della frazione di Cadoneghe Bagnoli, voluta dal primo consiglio comunale del secondo dopoguerra.
Nel maggio 2020 in occasione del centenario del Raid è stato realizzato un documentario sull’impresa, e incentrato sulla figura di Roberto. Nel giugno 2021 a Cadoneghe sono stati indetti festeggiamenti con mostre ed attività sempre in occasione dell’impresa.

## Opere
- Il mio volo Roma-Tokyo, IBN, 2021, ISBN 8875655413